# Johann Friedrich Christ

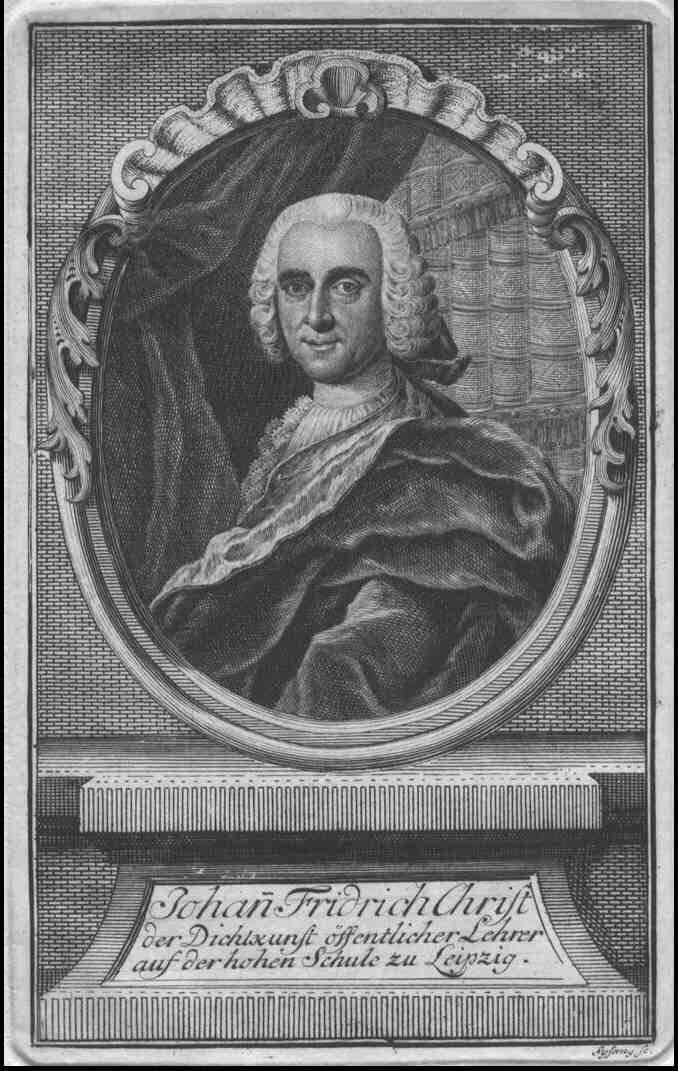
Johann Friedrich Christ, Stich von Johann Christoph Sysang (1751) nach einem verschollenen Gemälde von Elias Gottlob Haußmann

Johann Friedrich Christ (auch: Johann Heinrich Christ; * 26. April 1700 in Coburg; † 3. September 1756 in Leipzig) war ein deutscher Klassischer Archäologe und Kunstwissenschaftler.

## Leben
Seine Ausbildung begann Christ 1720 an der Universität Jena, wo er Philosophie und Jura studierte. 1726 wechselte er an die Universität Halle und erhielt, obwohl er noch nicht den Doktorgrad hatte, die Erlaubnis, Vorlesungen abzuhalten. In Halle entschloss er sich, die Professur für Geschichte an der Universität Leipzig anzustreben. Seine Promotion zum Baccalaureus Philosophiae und Bonarum Artium Magister erreichte er am 12. Februar 1728.
Im folgenden Jahr wechselte er an die Universität Leipzig, wo er sich am 8. Juni habilitierte und ab dem 26. August 1730 extra ordinem pro loco lehrte, eine Art Vertretungsprofessur. Durch seine Schrift De Nicolao Machiavello libri tres („Die drei Bücher des Niccolò Machiavelli“) erlangte Christ das Interesse seines Landesherrn August der Starke, der ihm ein von der Prokuratur Meißen getragenes Extraordinariat verschaffte. Seine Antrittsvorlesung hielt Christ am 11. April 1731 über die Aufgaben des Geschichtsschreibers. Seine weitere Beförderung verzögerte sich zunächst aufgrund seiner Jugend: Christ wurde bei der Neubesetzung der Lehrstühle (Ordinariate) für Geschichte (Historiarum), Metaphysik (Metaphysices) und Politik (Moralium ac Politices) übergangen, obwohl der König von Sachsen per Reskript für ihn eintrat. Schließlich erhielt er 1739 aufgrund seines öffentlichen Ansehens die Professur für Poesie (Poeseos) an der Leipziger Universität, deren Inhaber den Lehrstuhl für Physik übernahm. Christ hielt seine Antrittsrede zwar über antike Poesie, seine Programmrede befasste sich dagegen mit Kunstdenkmälern – eine damals unerhörte Neuerung. Auch in den folgenden Semestern zog sich die Archäologie neben der Literaturgeschichte durch Christs Vorlesungen.
An seiner Wirkungsstätte Leipzig übernahm Christ zahlreiche universitäre Verpflichtungen, als Executor, Examinator, Claviger, mehrmals Dekan, Kanzler und in den Sommersemestern 1744, 1748, 1752 und 1756 Rektor der Alma Mater. Während seines vierten Rektorats verstarb er an einem Lungenleiden.
Christ gilt als Begründer des akademischen Archäologie-Unterrichts in Deutschland, in dem er Zeugnisse antiker Kunst aus eigenem Besitz von den Studenten kritisch beurteilen ließ. Ein umfangreicheres literarisches Werk hinterließ er zwar nicht, aber durch seine zahlreichen Schüler nahm er spürbaren Einfluss auf die Entwicklung der Altertumswissenschaften im 18. Jahrhundert. Darunter waren nicht nur berühmte Philologen wie Johann Karl Zeune und Friedrich Wolfgang Reiz, sondern auch Literaten wie Gotthold Ephraim Lessing und Christian Fürchtegott Gellert.

## Schriften (Auswahl)
- Commentatio de moribus, scriptis et imaginibus Ulrici ab Hutten, equ. germ. Hillger, Halle 1727.  (Digitalisat)
- Noctium Academicarum Libri Sive Specimina Quatuor. Hillger, Halle 1729.(Digitalisat)
- De Patrimonio Poetarum in quo paganitas quaedam fabularum stilique antiqua reddentis accusatur : Orationes III. Langenhem, Leipzig 1744. (Digitalisat)
- Villaticum Libris III Insunt Rusticationis Laudes Villae Que Amoenissimae Descriptio Pars Olim Suselicii Titulo Prodiit, Nunc Totum Novum Est. Accedunt Excursus In Historiam Pagi Suseli, In Res Antiquas, In Litteras Diversas. Fritsch, Leipzig 1746. (Digitalisat)
- Anzeige und Auslegung Der Monogrammatum, einzeln und verzogenen Anfangsbuchstaben der Nahmen, auch anderer Züge und Zeichen, unter welchen berühmte Mahler, Kupferstecher, und andere dergleichen Künstler. Fritsch, Leipzig 1747. (Digitalisat)
- De moribus regendis et studiorum ratione in litteris discendis. Siegert, Leipzig 1752. (Digitalisat)
- De corrigendis rerum inanium studiis. Langenhem, Leipzig 1754. (Digitalisat)